# Crocetta del Montello
Crocetta del Montello ist eine nordostitalienische Gemeinde (comune) mit 5990 Einwohnern (Stand 31. Dezember 2023) in der Provinz Treviso in Venetien. Die Gemeinde liegt etwa 24 Kilometer von Treviso am Piave und am Canale Castelviero.

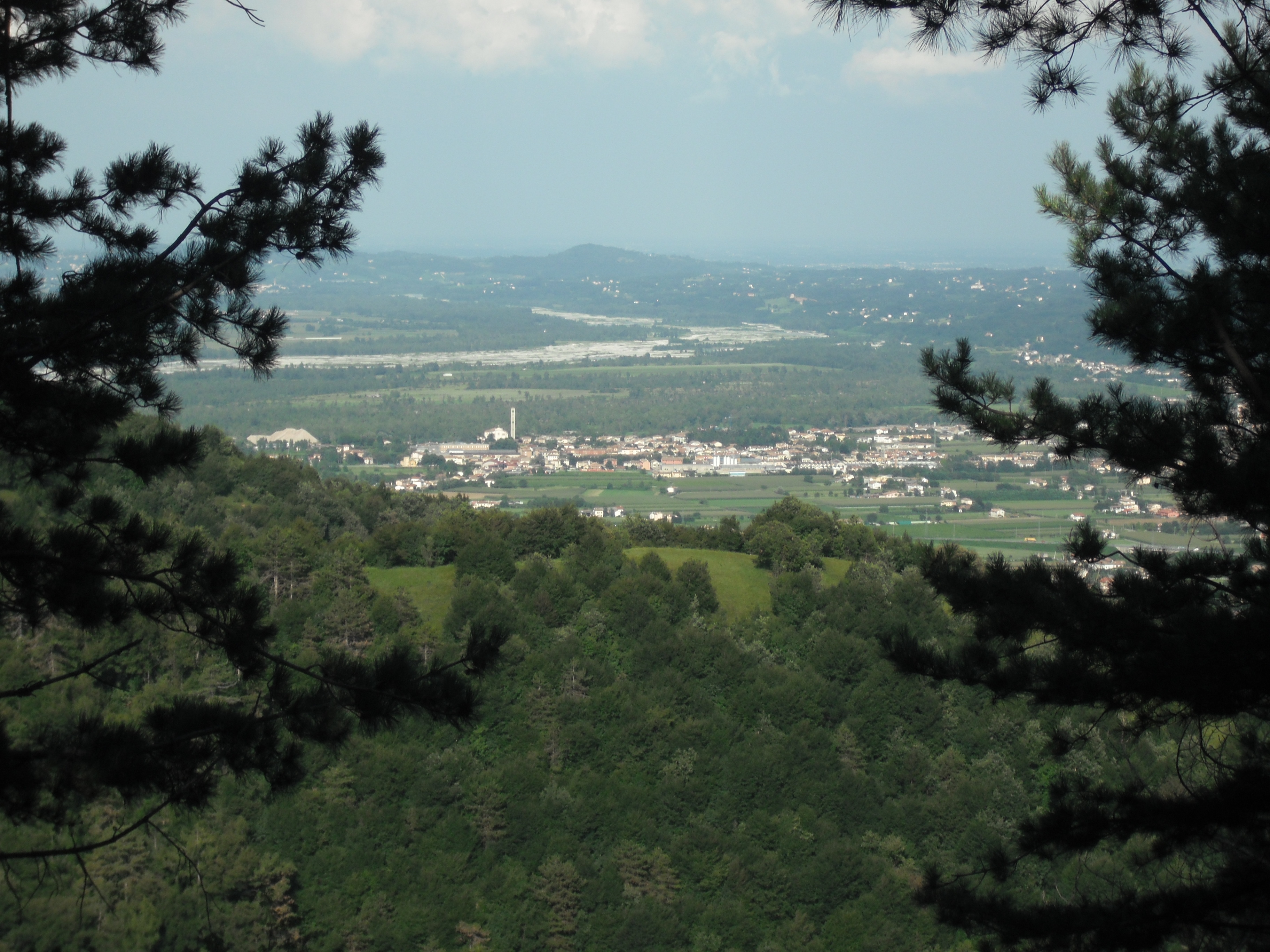
Blick auf Crocetta del Montello

## Verkehr
Die frühere Strada Statale 667 di Caerano (heute: Provinzstraße) endet im Ortsteil Nogarè an der früheren Strada Statale 348 Feltrina, die zur Regionalstraße heruntergestuft wurde.

## Trivia
In der Zeit der Italienischen Sozialrepublik (1943–1945) war in Crocetta del Montello der Sitz des Rechnungshofes.